# گوردون مائدا
گوردون مائدا (انگلیسی: Gordon Maeda؛ زادهٔ ۹ ژانویهٔ ۲۰۰۰) بازیگر اهل ژاپن است. وی از سال ۲۰۱۸ میلادی تاکنون مشغول فعالیت بوده‌است.